# Rosa Maria Serra Reixach
Rosa Maria Serra Reixach (Barcelona, Barcelonès, 30 de setembre de 1962) és una escriptora catalana.
Ha exercit com a docent a l'ensenyament privat. Des del 1991 ha treballat a l'ensenyament públic com a professora en diversos Instituts d'Ensenyament Secundari. A partir de 1999 es trasllada a l'Hospitalet de Llobregat, al barri de Collblanc-Torrassa on continua vivint. Des del 2006 és pensionista, ja que per motius de salut deixà de treballar el gener del 2005. Des de llavors la seva tasca primordial ha estat la d'escriure.
Ha escrit habitualment en català, però també té producció en llengua castellana.
Serra Reixach ha publicat també, en format web, una història del teatre berguedà, un treball que no va poder ser publicat en el seu moment, en format original de llibre i, per això, fou adaptat al format digital i es pot consultar a la xarxa. Ha escrit una Història del cinema de Ripoll, una Història del teatre de la mateixa població, una Història del teatre de L'Hospitalet de Llobregat i recentment ha pujat a la seva web el darrer treball d'investigació sobre el teatre al barri del Poble-Sec: Teatre i escena en el barri del Poble-sec (1900-1936) Arxivat 2021-09-09 a Wayback Machine.

## Publicacions
- Sense format (2001)
- Cartes a Adrià (2001)
- Raons d'Estat (2007)